# جيمس أكينجو
جيمس أكينجو (من مواليد 27 نوفمبر 2000) هو لاعب كرة سلة جامعي أمريكي لفريق بايلور بيرز من مؤتمر بيق 12. لعب سابقًا مع فريق أريزونا وايلد كاتس وجورج تاون هوياس.